# Conistra impunctata
Conistra impunctata är en fjärilsart som beskrevs av Arnold Spuler 1907. Conistra impunctata ingår i släktet Conistra och familjen nattflyn. Inga underarter finns listade i Catalogue of Life.